# Andrés Sardá Sacristán
Andrés Sardá Sacristán (Barcelona, Cataluña, 1929-Ib., 15 de septiembre de 2019) fue un ingeniero textil y diseñador de moda español, creador de la marca de lencería femenina Andrés Sardá.

## Biografía
Nació en el seno de una familia dedicada a la indústria textil en Cataluña desde el siglo XIX. Cuando acabó los estudios de ingeniería textil se incorporó en la empresa familiar y uno de sus primeros cometidos fue introducir sus productos en el mercado americano.
El 1962 fundó su propia firma dedica al diseño y producción de lencería femenina, y posteriormente incorporaría también prendas de baño. Es conocido por ser el primer diseñador en incorporar fibras elásticas en sus diseños, y también por incorporar el factor moda en la lencería.
Tenía colecciones bajo tres marcas: Andrés Sardá, Risk y University. Su hija, Nuria Sardá, creaba junto con él las colecciones.
Falleció el 15 de septiembre de 2019, en Barcelona, a los 90 años de edad. En diciembre de 2020, le fue concedida la Medalla de Oro al mérito en las Bellas Artes a título póstumo.